# میروسایتسی (لازارواتس)
میروسایتسی (به صربی: Mirosaljci) یک منطقهٔ مسکونی در صربستان است که در لازارواتس واقع شده‌است.